# Wittgendorf (Turingia)
Wittgendorf (Thüringen) este o comună din landul Turingia, Germania.